# قلادة الصليب

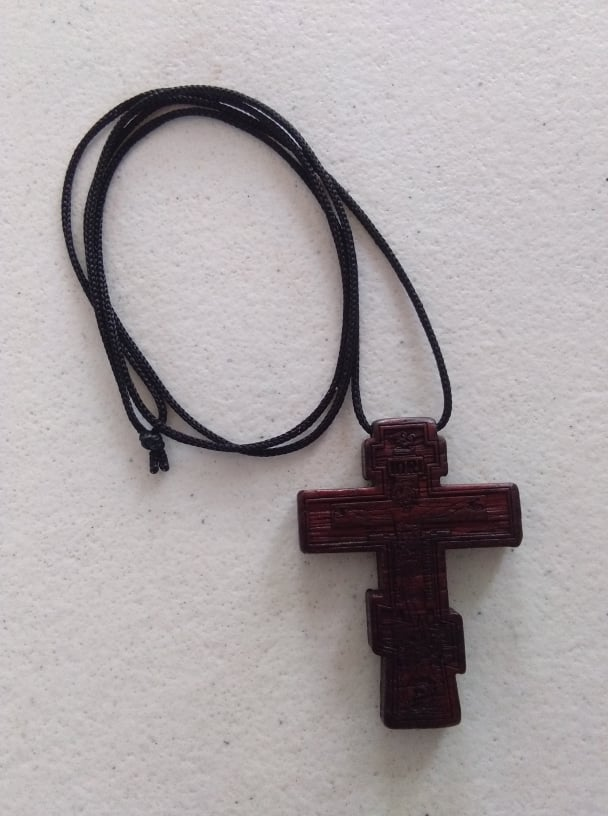
قلادة صليب أرثوذكسية مصنوعة من الخشب.

قلادة الصليب هي أي قلادة تضم الصليب المسيحي أو الصليب الذي يرتديه المسيحيين وغيرهم. وغالبًا ما يتم شراؤها من متاجر، أو يتم تلقيها كهدايا خلال مناسبات مسيحية طقسيّة مثل المعمودية والمناولة الأولى وسر الميرون.
وغالبًا ما يرتدي المسيحيين الصلبان كمؤشر على الإلتزام في الإيمان المسيحي. بالإضافة إلى ذلك، بعض المسيحيين يعتقدون أن ارتداء صليب يوفر حماية لمرتديها من السوء. بالنسبة لبعض الأفراد، بما في ذلك المسيحيين وبعض غير المسيحيين، يتم ارتداء القلائد كنوع من الموضة. لأتباع بعض الطوائف المسيحية، مثل الكنيسة الأرثوذكسية الشرقية، يتم ارتداء قلادة الصليب بشكل دائم. من المتوقع أن يرتدي المتناولون في الكنائس الأرثوذكسية الشرقية والمشرقية قلادات صليب المعمودية في جميع الأوقات. «في القرون الأولى من العصر المسيحي، كان الصليب رمزًا سريًا يستخدمه أتباع الديانة الجديدة المضطهدون».
في بعض الدول تاريخيًا مثل جمهورية ألبانيا الشعبية الإشتراكية، والتي كانت دولة ملحدة، حظر إرتداء قلائد الصليب. يرتدي كثير من الأساقفة المسيحيين من عدة طوائف، مثل الكنيسة الأنجليكانية، الصليب الصدري كعلامة على رتبتهم الدينيّة.
في حالتين في بريطانيا والتي حظيت بتغطية إعلامية مكثفة، كانت حالة الممرضة شيرلي شابلن والمضيفة في الخطوط الجوية البريطانية نادية عويضة حيث حظر في كلا الحالتين ارتداء قلادة الصليب في العمل، ونتيجة لذلك، أخذت قضاياهم إلى المحكمة الأوروبية لحقوق الإنسان.